# Билад-Бани-Бу-Али
Билад-Бани-Бу-Али (араб. ولاية جعلان بني بو علي‎) — небольшой город с населением около 30 000 жителей в Султанате Оман. Расположен в предгорьях пустыни Рамлат-эль-Вахиба и на магистральной дороге 35. Административно является вилайетом мухафазы Южная Эш-Шаркия. Ближайший крупный город — Бани-Бу-Хасан.